# ديريك هايت
ديريك هايت (بالإنجليزية: Derek Hyatt)‏ هو رسام بريطاني، ولد في 21 فبراير 1931 في إيلكي ‏ في المملكة المتحدة، وتوفي في 8 ديسمبر 2015.